# Ophiura flexibilis
Ophiura flexibilis är en ormstjärneart som först beskrevs av Jean Baptiste François René Koehler 1911.  Ophiura flexibilis ingår i släktet Ophiura och familjen fransormstjärnor. Inga underarter finns listade i Catalogue of Life.